# Caco Ciocler
Carlos Alberto Ciocler, né le 27 septembre 1971 à São Paulo, est un acteur brésilien.

## Biographie
Caco est né dans une famille de classe moyenne supérieure et est entré dans le monde des arts peu avant de finir ses études pour être ingénieur.
La télévision a été une conséquence inattendue, car ce moyen ne lui plaisait pas. Il croyait que jouer à la télé n'exigeait que peu d'efforts de la part de l'acteur. 
Soumis au stéréotype des jeunes premiers, il n'a pas pu échapper à ce titre avec son rôle dans la telenovela América, où il jouait Ed Talbot. Avec ce travail, l'acteur qui avait déjà une carrière solide dans le cinéma tant comme dans le théâtre s’est établi aussi dans la télé.
Il est diplômé de l'Escola de Arte Dramática. Il a un fils appelé Bruno dont la mère est l’actrice Lavínia Lorenzon. Il a été marié avec la présentatrice Marina Previato,.

## Filmographie
- 2012 : Mon bel oranger de Marcos Bernstein